# Кро (коммуна)
Кро (фр. Crots, окс. Las Cròtas) — коммуна во Франции, находится в регионе Прованс — Альпы — Лазурный Берег. Департамент коммуны — Верхние Альпы. Входит в состав кантона Амбрён. Округ коммуны — Гап.
Код INSEE коммуны — 05045.

## Климат
Климат средиземноморский. Зимы прохладные, часто бывают заморозки, лето тёплое.
Кро не имеет своей метеостанции, ближайшая расположена в Амбрёне.
| Показатель              | Янв. | Фев. | Март | Апр. | Май  | Июнь | Июль | Авг. | Сен. | Окт. | Нояб. | Дек. | Год  |
| ----------------------- | ---- | ---- | ---- | ---- | ---- | ---- | ---- | ---- | ---- | ---- | ----- | ---- | ---- |
| Средний максимум, °C    | 5,7  | 7,6  | 10,9 | 14,4 | 18,6 | 22,4 | 26,2 | 25,5 | 22,1 | 16,9 | 10,4  | 6,7  | 15,6 |
| Средняя температура, °C | 1,2  | 2,7  | 5,5  | 8,7  | 12,7 | 16,2 | 19,3 | 18,8 | 15,9 | 11,4 | 5,6   | 2,4  | 10,0 |
| Средний минимум, °C     | −3,2 | −2,1 | 0,1  | 3,1  | 6,7  | 9,9  | 12,4 | 12,1 | 9,7  | 5,8  | 0,9   | −1,9 | 4,4  |
| Источник: Infoclimat    |      |      |      |      |      |      |      |      |      |      |       |      |      |

## Население
Население коммуны на 2008 год составляло 928 человек.
| 1962 | 1968 | 1975 | 1982 | 1990 | 2008 |
| ---- | ---- | ---- | ---- | ---- | ---- |
| 448  | 463  | 469  | 563  | 670  | 928  |

## Экономика
Основу экономики составляют туризм и овцеводство. Местная почва не подходит для сельского хозяйства.
В 2007 году среди 578 человек в трудоспособном возрасте (15—64 лет) 411 были экономически активными, 167 — неактивными (показатель активности — 71,1 %, в 1999 году было 66,3 %). Из 411 активных работали 371 человек (202 мужчины и 169 женщин), безработных было 40 (20 мужчин и 20 женщин). Среди 167 неактивных 42 человека были учениками или студентами, 65 — пенсионерами, 60 были неактивными по другим причинам.

## Достопримечательности
- Монастырь Нотр-Дам (XII век).
- Замок Пиконталь, построен в средние века, перестроен в XVI веке.
- Старая деревня и церковь Сен-Лоран (XIV век).
- Церковь Св. Иоанна Крестителя (1828 год) в деревне Сен-Жан.
- Часовня Св. Бенедикта.
- Оратории и фонтаны.

## Фотогалерея

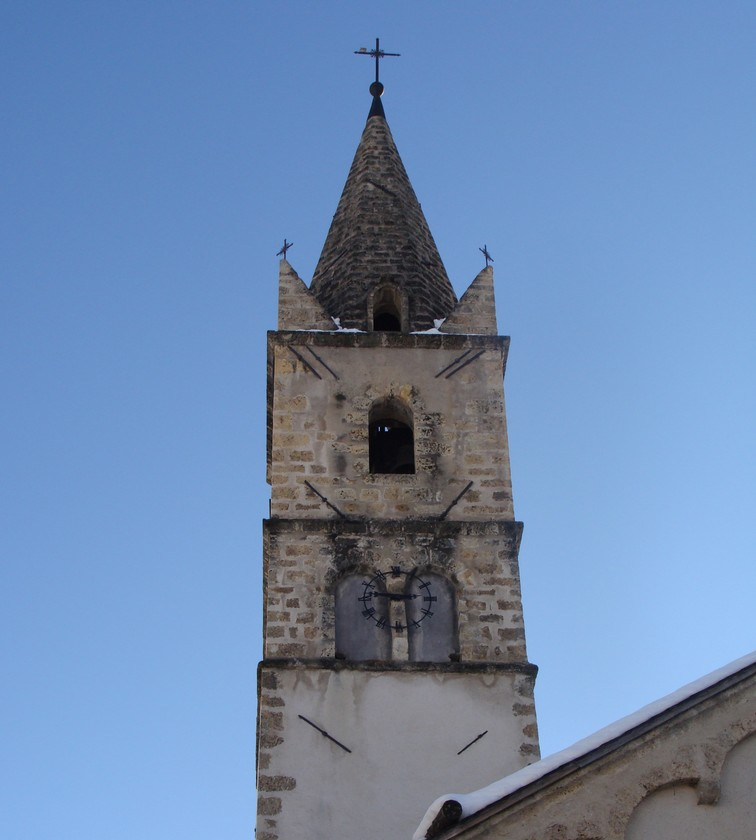
Церковь Сен-Лоран
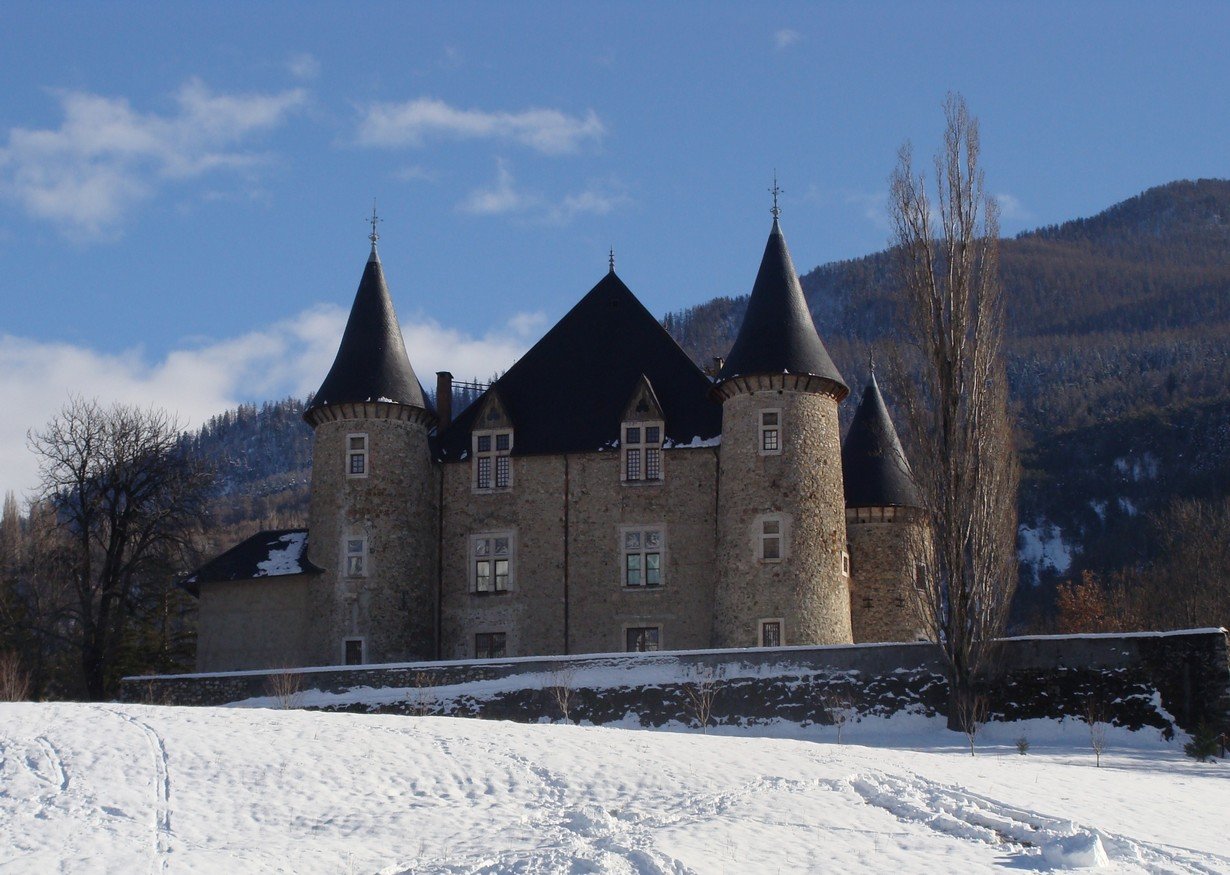
Замок Пиконталь
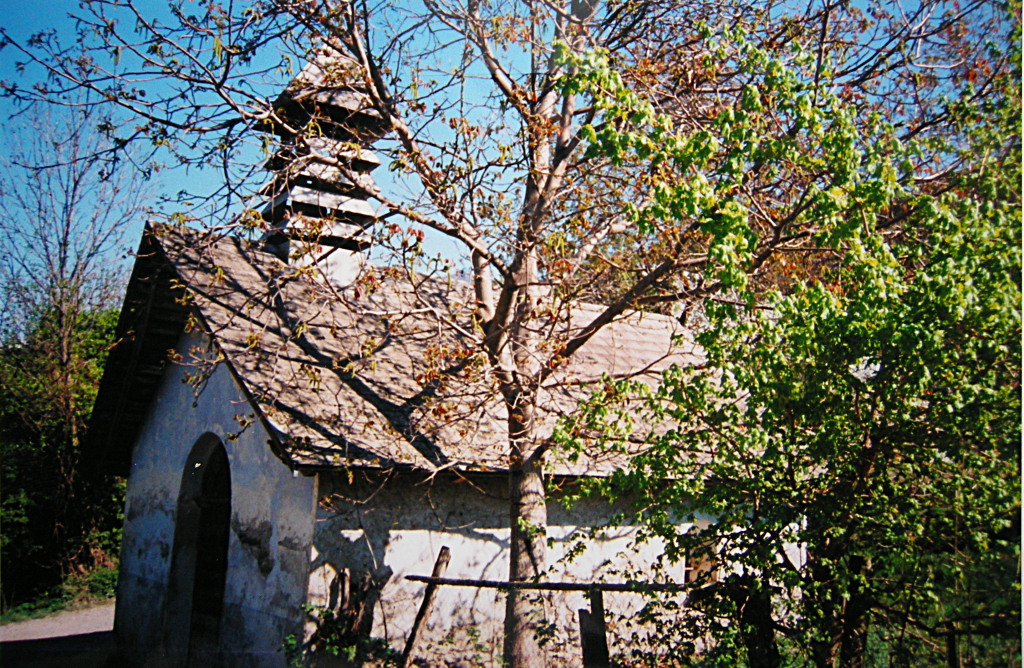
Часовня
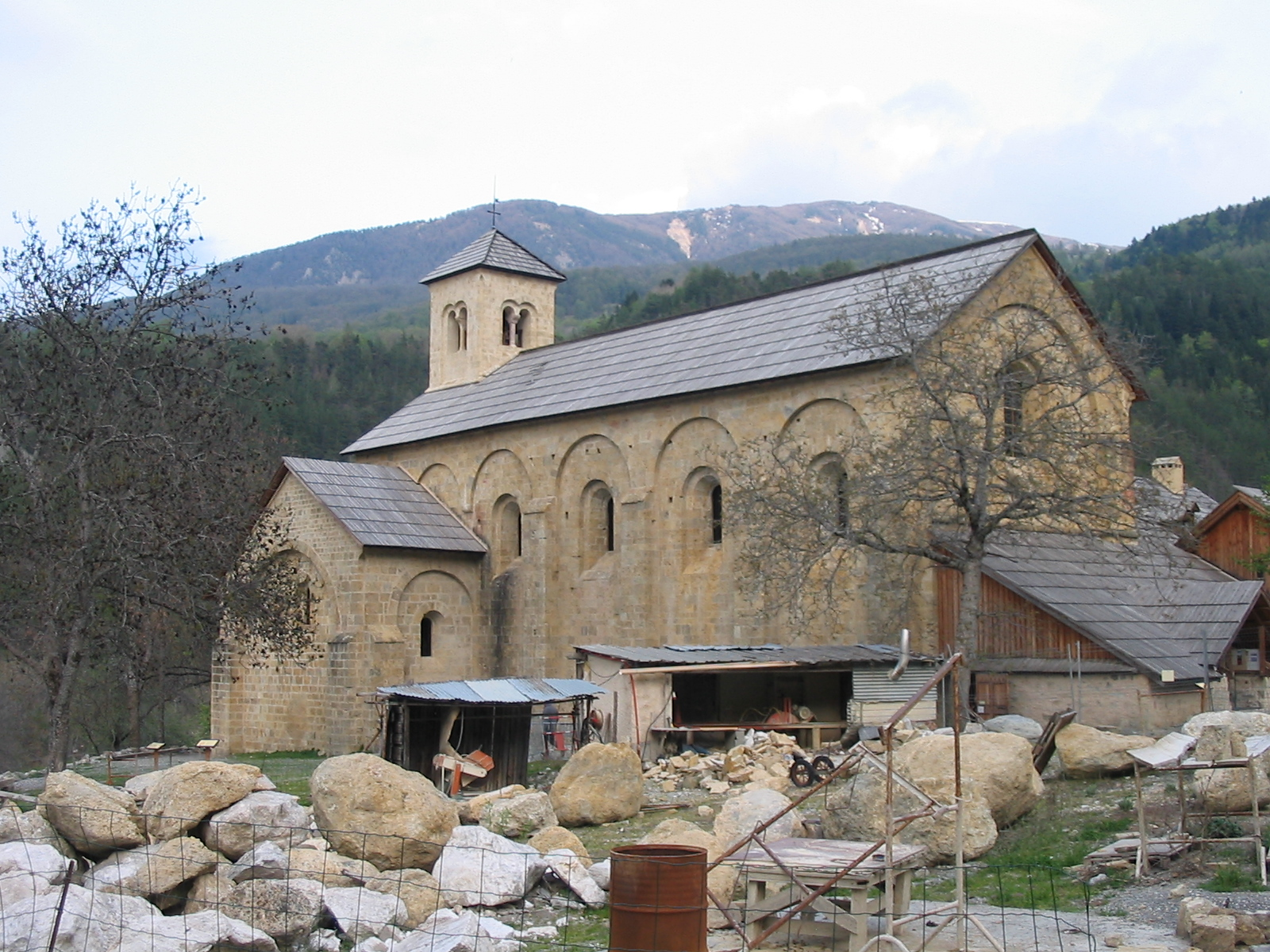
Монастырь Нотр-Дам
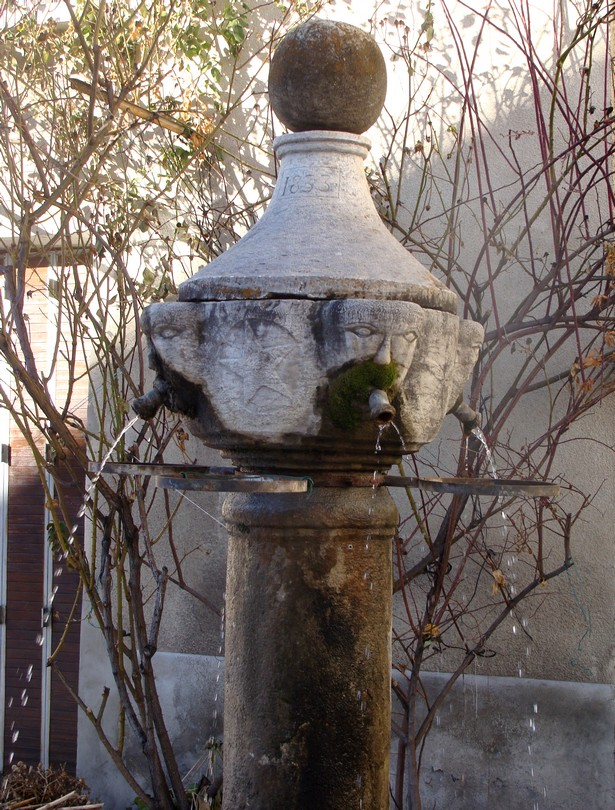
Фонтан
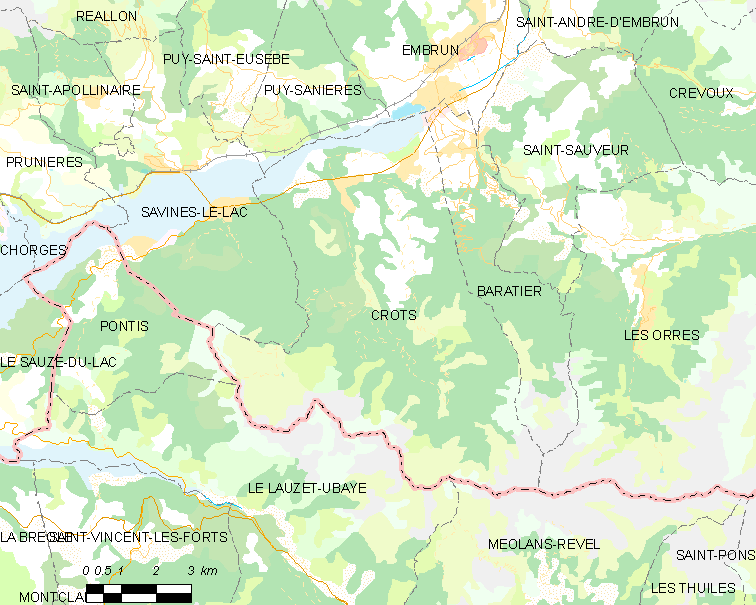
Карта коммуны